# タナ川 (ケニア)
タナ川（英語:Tana River）は、ケニア最長の河川。

## 概要
ケニア山の西部、ニエリ市附近に源流を発する川で、ケニア山の山塊を迂回しながら流れ、数個のダムを経、ガリッサやガルセン等の都市を流れてインド洋へと注ぐ河川である。また、支流にティーカ川を有する。
河口の三角州に氾濫原が発達し、周辺の海域とマングローブを含む一帯の生態系には豊かな生物多様性がある。一帯にはナムナム属のCynometra lukeiやゴナトプス属のGonatopus marattioidesなどの絶滅の危機に瀕している植物が生えており、エビ、二枚貝、魚類、ウミガメ、アフリカゾウ、タナマンガベイ、タナアカコロブス、サイクスモンキー、渉禽類、カモメ類、アジサシ類などの動物が生息している。2012年にラムサール条約登録地となった。